# کوتکای
کوتکای (به لاتین: Kowtkay) یک منطقهٔ مسکونی در افغانستان است که در ولایت بامیان واقع شده‌است.